# Gerhard Neweklowsky
Gerhard Neweklowsky (* 14. April 1941 in Linz) ist ein österreichischer Slawist.

## Leben
Gerhard Neweklowsky studierte von 1959 bis 1966 Slawistik in Kombination mit Persisch an der Universität Wien. Nach der Promotion 1966 zum Dr. phil. und der Habilitation 1973 in Wien wirkte er 1997 als Gastdozent an der Universität Charlottesville und im Wintersemester 1978/79 als Gastprofessor am Institut für Slavische Philologie der Universität Heidelberg. 1979 wurde er zum Ordinarius für Slawistik an die Universität Klagenfurt berufen, wo er mehr als 20 Jahre hindurch wirkte und von 1995 bis 1999 auch als Vizerektor amtierte. Im Jahr 2000 wurde er schließlich an das Institut für Slawistik der Universität Wien berufen, wo er 2006 in den Ruhestand trat. Gastprofessuren nahm er an den Universitäten Sarajevo, Ljubljana und Budapest wahr.
Als Redakteur und Mitherausgeber war er über Jahrzehnte bei den Zeitschriften Wiener Slavistisches Jahrbuch (WSlJb) und Wiener Slawistischer Almanach (WSA) tätig. Er war Mitglied der Balkankommission der Österreichischen Akademie der Wissenschaften (1990–2011), Mitglied des wissenschaftlichen Beirats des Centro Internazionale sul Plurilinguismo bei der Universität Udine (1992–2000), Vertreter Österreichs im Internationalen Slawistenkomitee (2000–2008) und Obmann der Balkankommission der Österreichischen Akademie der Wissenschaften (2007–2008).
1996 wurde er zum Korrespondierenden, 2002 zum Wirklichen Mitglied der Philosophisch-historischen Klasse der Österreichischen Akademie der Wissenschaften, 2006 zum Mitglied der Serbischen Akademie der Wissenschaften und Künste und 2023 zum Korrespondierenden Mitglied der Slowenischen Akademie der Wissenschaften und Künste gewählt.

## Auszeichnungen
- 2017: Goldenes Doktordiplom der Universität Wien
- 2021: Großes Ehrenzeichen des Landes Kärnten
- 2022: Ehrenurkunde des Stadt Klagenfurt[6]

## Schriften (Auswahl)
- Die bosnisch-herzegowinischen Muslime. Geschichte, Bräuche, Alltagskultur. Klagenfurt 1996, ISBN 3-85129-173-5.
- Die südslawischen Standardsprachen. Wien 2010, ISBN 978-3-7001-6840-9.
- Der Gailtaler slowenische Dialekt. Feistritz an der Gail/Bistrica na Zilji und Hohenthurn/Straja vas. Klagenfurt 2013, ISBN 978-3-85435-719-3.
- Franz Miklosich (1813–1891). Begründer der österreichischen Slawistik. Wien 2015, ISBN 3-7001-7840-9.

## Belege
1. ↑  Herta Maurer-Lausegger: Gerhard Neweklowsky. Porträt und slowenistisches Lebenswerk. Unter Einbindung des Burgenlandkroatischen und ausgewählter Monografien. In: Slavia Centralis, 15/1 (2022), S. 347–361, online.
2. ↑  Maurer-Lausegger; Herta: Ob jubileju avstrijskega slavista Gerharda Neweklowskega. In: Jezikoslovni zapiski. Zbornik Inštituta za slovenski jezik Frana Ramovša, 27/2 (2021), S. 167–176. doi:10.3986/JZ.27.2.10.
3. ↑  Gerhard Neweklowsky: Lebenslauf und Schriftenverzeichnis 1965–2022. online
4. ↑  Herta Maurer-Lausegger: Gerhard Neweklowsky. Porträt und slowenistisches Lebenswerk. Unter Einbindung des Burgenlandkroatischen und ausgewählter Monografien. In: Slavia Centralis, 15/1 (2022), S. 347–361, online.
5. ↑  https://www.sazu.si/clani/gerhard-neweklowsky - abgerufen am 9. Februar 2024.
6. ↑  Ehrenurkunde für Univ.-Prof. i.R. Dr. Gerhard Neweklowsky (Memento vom 29. Januar 2022 im Internet Archive) vom 27. Jänner 2022, im Original publiziert auf klagenfurt.at.

| Personendaten    | Personendaten            |
| ---------------- | ------------------------ |
| NAME             | Neweklowsky, Gerhard     |
| KURZBESCHREIBUNG | österreichischer Slawist |
| GEBURTSDATUM     | 14. April 1941           |
| GEBURTSORT       | Linz                     |